# Xandro Meurisse
Xandro Meurisse (Courtrai, 31 de enero de 1992) es un ciclista belga, miembro del equipo Alpecin-Deceuninck.

## Palmarés
2013 (como amateur)
- 1 etapa de la Vuelta a Bohemia Meridional

2014 (como amateur)
- 1 etapa del Tríptico de las Ardenas

2016
- 1 etapa de los Cuatro Días de Dunkerque

2018
- Druivenkoers Overijse[1]

2020
- Vuelta a Murcia, más 1 etapa

2021
- Giro del Veneto

## Resultados en Grandes Vueltas y Campeonatos del Mundo
| Carrera         | Carrera         | 2015 | 2016 | 2017 | 2018 | 2019 | 2020 | 2021 | 2022 | 2023 | 2024 | 2025 |
| --------------- | --------------- | ---- | ---- | ---- | ---- | ---- | ---- | ---- | ---- | ---- | ---- | ---- |
|                 | Giro de Italia  | —    | —    | —    | —    | —    | —    | —    | —    | —    | —    | —    |
|                 | Tour de Francia | —    | —    | —    | —    | 21.º | —    | 29.º | —    | —    | —    | 22.º |
|                 | Vuelta a España | —    | —    | —    | —    | —    | —    | —    | 39.º | —    | 55.º | —    |
| Mundial en Ruta | Mundial en Ruta | —    | —    | —    | 42.º | —    | —    | —    | —    | —    | —    | —    |

—: no participa
Ab.: abandono